# Rovescio (meteorologia)

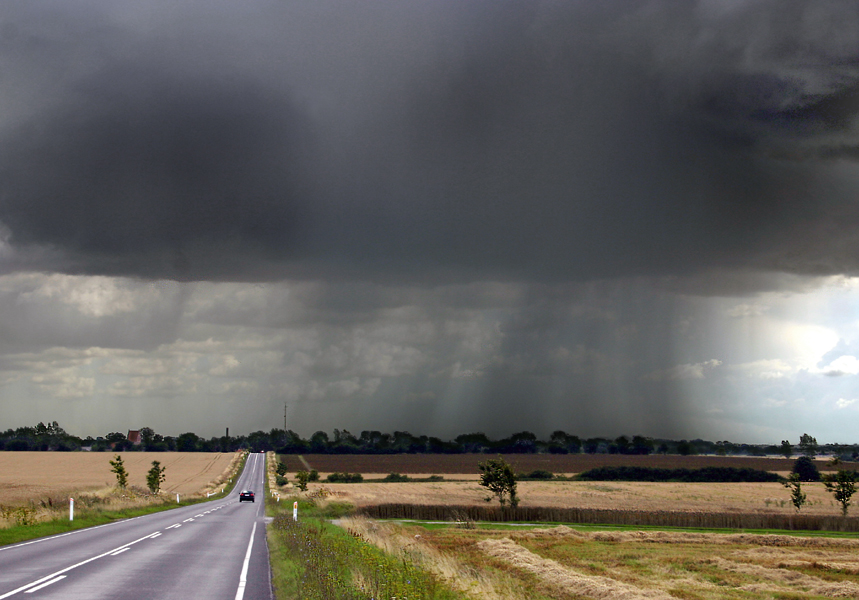
Precipitazione atmosferica in forma di rovescio di pioggia sotto una nube convettiva temporalesca

Il rovescio è un fenomeno meteorologico caratterizzato da un'intensa precipitazione. Per essere definito tale, l'episodio piovoso deve raggiungere almeno una media di 10 mm orari, può essere o meno accompagnato da raffiche di vento e la sua durata è piuttosto limitata nel tempo, variando mediamente da poche decine di minuti ad un paio d'ore. La maggior parte dei rovesci risulta associata ad instabilità atmosferica e si verifica con maggiori probabilità tra il pomeriggio e la sera, quando maggiori risultano essere le differenze termiche tra le masse d'aria fredda in quota e le masse d'aria più calde che si sollevano dal suolo.

## Descrizione
Vengono definiti temporaleschi se è presente attività elettrica con associati fulmini e tuoni, talvolta accompagnati  da grandine, in caso di avvezione di aria molto fredda in quota che contrasta con una preesistente massa d'aria calda; se la temperatura al suolo risulta di pochi gradi sopra lo zero, possono verificarsi rovesci di pioggia mista a neve, o direttamente nevosi se il punto di rugiada si presenta al di sotto dello zero, con temperatura di poco positiva.

### Piovasco
Sono considerati rovesci anche tutti gli eventi di durata inferiore all'ora, ma con intensità di pioggia superiori ai 10 mm orari. Questi vengono anche definiti piovaschi, specie quando accompagnati da vento intenso. In pratica, un piovasco è un breve ma potente rovescio, a manifestazione localizzata, caratterizzato da violenti goccioloni e vento brusco.